# Maecky Ngombo
Maecky Fred Ngombo Mansoni (Luik, 31 maart 1995) is een Belgisch voetballer die bij voorkeur als aanvaller speelt.

## Biografie

### Carrière
Maecky Ngombo werd opgeleid bij Standard Luik, maar stapte daarna over naar Roda JC Kerkrade. Na periodes bij Fortuna Düsseldorf en Milton Keynes Dons FC tekende hij in januari 2018 een contract tot medio 2018 bij Roda JC Kerkrade, dat hem na een proefperiode transfervrij inlijfde. Na de degradatie met Roda JC ging hij medio 2018 naar FC Bari 1908. Nadat die club vlak daarna geen licentie voor de Serie B kreeg, werd Ngombo overgedaan aan Ascoli Calcio 1898 FC.
Ngombo tekende in augustus 2019 een contract bij Go Ahead Eagles.

### Persoonlijk
Ngombo is een zoon van Danny Ngombo Mansoni die bij Beerschot AC, FC Germinal Ekeren, Charleroi SC en FC Sérésien speelde.

## Clubstatistieken
| Seizoen         | Club                  | Competitie              | Competitie | Competitie | Beker | Beker | Internationaal | Internationaal | Overig | Overig | Totaal | Totaal |
| Seizoen         | Club                  | Competitie              | Wed.       | Dlp.       | Wed.  | Dlp.  | Wed.           | Dlp.           | Wed.   | Dlp.   | Wed.   | Dlp.   |
| --------------- | --------------------- | ----------------------- | ---------- | ---------- | ----- | ----- | -------------- | -------------- | ------ | ------ | ------ | ------ |
| 2015/16         | Roda JC Kerkrade      | Eredivisie              | 17         | 4          | 1     | 1     | 0              | 0              | 0      | 0      | 18     | 5      |
| 2016/17         | Fortuna Düsseldorf    | 2.Bundesliga            | 6          | 0          | 1     | 0     | 0              | 0              | 0      | 0      | 7      | 0      |
| 2016/17         | → Milton Keynes Dons  | League One              | 9          | 0          | 0     | 0     | 0              | 0              | 0      | 0      | 9      | 0      |
| 2017/18         | Roda JC Kerkrade      | Eredivisie              | 12         | 1          | 1     | 0     | 0              | 0              | 0      | 0      | 13     | 1      |
| 2018/19         | FC Bari 1908          | Serie B                 | 0          | 0          | 0     | 0     | 0              | 0              | 0      | 0      | 0      | 0      |
| 2018/19         | Ascoli Calcio 1898 FC | Serie B                 | 13         | 2          | 0     | 0     | 0              | 0              | 0      | 0      | 13     | 2      |
| 2019/20         | Go Ahead Eagles       | Keuken Kampioen Divisie | 12         | 2          | 0     | 0     | 0              | 0              | 0      | 0      | 12     | 2      |
| 2020/21         | CR Belouizdad         | Ligue Professionnelle 1 | 6          | 0          | 0     | 0     | 6              | 1              | 0      | 0      | 12     | 1      |
| Carrière totaal | Carrière totaal       | Carrière totaal         | 75         | 9          | 3     | 1     | 6              | 1              | 0      | 0      | 84     | 12     |